# Karolina Fjellborg
Anna Kristina Karolina Fjellborg, född 16 februari 1978, är en svensk journalist, som sedan 2002 arbetar som reporter, tv-recensent och krönikör på Aftonbladet.
År 2008 utsågs hon till Årets republikan av Republikanska föreningen. Tidigare har hon skrivit för tidningen Silikon och Puls samt synts i ZTV. Hon är bosatt i Stockholm och i Sälen, där hon också är mantalsskriven tillsammans med Erik Lissola (född 1977). Våren 2008 var hon tillsammans med Lars-Åke Wilhelmsson gäst i Fråga Olle i Kanal 5. Under 2007 och 2008 har hon flera gånger medverkat i nöjespanelen i Gomorron Sverige. Dessutom har hon hörts i Sveriges Radio-program som P3 Populär, Morgonpasset, Kvällspasset och Magnusson i P1.